# Malabo
Malabo je hlavní město západoafrického státu Rovníková Guinea. Nachází se v zálivu Biafra (součást Guinejského zálivu), na severním pobřeží ostrova Bioko, který leží severozápadně od větší (pevninské) části státu a severovýchodně od Svatého Tomáše a Princova ostrova, stejně jako od vzdálenějšího ostrova Annobón. Bylo postaveno na okraji vyhaslé sopky.
Původní název města byl Clarencetown, tak ho pojmenovali Britové. Španělé ho přejmenovali na Santa Isabel na počest královny Isabely. Současný název se používá na příkaz prezidenta Francisca Maciase Nguemy od roku 1973 v rámci kampaně nahrazení evropských jmen "autentickými africkými," ale přesný původ pro pojmenování Malabo není znám.

## Historie
Ostrov Bioko byl objeven roku 1471 portugalským mořeplavcem Fernaem do Póem, který ho pojmenoval po sobě. Portugalci ho ale moc nevyužívali a v roce 1778 ho postoupili Španělsku. Okolní moře ovládaly britské lodě. Když bylo zrušeno otroctví, začali Britové pronásledovat otrokářská plavidla a osvobozené otroky vysazovali na ostrově. Proto zde bylo roku 1827 britskými misionáři založeno město Clarencetown.
Clarencetown byl roku 1843 obsazen Španěly, ti ho pojmenovali Santa Isabel.
Když se 12. října 1968 Rovníková Guinea osamostatnila, stala se Santa Isabel jejím hlavním městem, od roku 1973 se město jmenuje Malabo. Čelilo pak několika migracím a výrazným změnám počtu obyvatel (odchod Evropanů po nepokojích v roce 1969, návrat nigerijských dělníků v 70. letech, nebo třeba velký růst počtu obyvatel v poslední době, který vyvolal především nález a těžba ropy blízko ostrova).

## Současnost

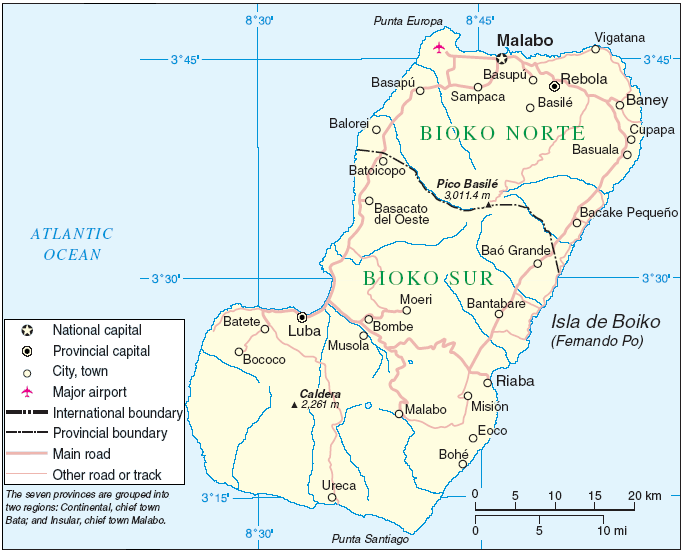
Poloha Malaba na ostrově Bioko

Ve městě se dochovala španělská koloniální architektura. Podél pobřeží, přes velkou část města (od prezidentského paláce po Kongresové centrum), vede třída Nezávislosti. Na náměstí v centru města se nachází stará katedrála. V historické části města stojí hlavně bílé jednopatrové domy, pravidelně uspořádané. V moderní části jsou mimo jiné moderní hotely, pošta, radnice a obchodní přístav.
Vláda Rovníkové Guiney se snaží o zvýšení turistického ruchu, díky tomu je Malabo relativně čisté a bezpečné. V současnosti město vzkvétá, hlavně díky objevu ropy blízko ostrova. Kromě toho zde fungují dřevozpracující, cementárenské a potravinářské závody.

## Podnebí
Po celý rok zde panují vysoké teploty (leden: 26 °C, červenec: 24 °C). Nejvíce srážek spadne v červnu (270 mm); lednový průměr je 30 mm a červencový 190 mm.

## Obyvatelstvo
Počet obyvatel města se sleduje od roku 1942, tehdy zde žilo 9 280 lidí. V následujících letech kolísal kvůli častým emigračním vlnám, jak je vidět v tabulce.
| Rok            | 1974   | 1979   | 1984   | 1991   | 1994   |
| Počet obyvatel | 25 000 | 45 000 | 33 000 | 58 000 | 40 000 |

V posledních letech počet obyvatel díky objevu blízkého ložiska ropy prudce rostl a přesáhl 100 000 obyvatel (lze se například setkat s údajem 156 000 lidí)

## Partnerská města
- Guadalajara, Mexiko